# 大ナトゥナ島
大ナトゥナ島（だいナトゥナとう、インドネシア語: Natuna Besar）は、南シナ海西南部にあるナトゥナ諸島の本島。ブングラン島（Bunguran）とも呼ばれる。
インドネシアのリアウ諸島州ナトゥナ県（Kabupaten Natuna）に属している。面積はおよそ1,720km2。島内には標高1,035mのラナイ山が存在する。
島内で最大の町はラナイで、インドネシア空軍の基地が置かれている。
この島には人間以外にスンダスローロリス（Nycticebus coucang）、カニクイザル、ナトゥナコノハザル（Presbytis natunae）の3種類のサル目の動物が生息する。